# Sandro Porchia
Sandro Antonio Porchia (* 14. Juni 1977 in Olpe) ist ein ehemaliger deutsch-italienischer Fußballspieler, der für verschiedene Vereine u. a. in der italienischen Lega Pro Prima Divisione spielte. Porchia war Spieler in der Abwehr.
Sandro Porchia Familie stammt aus Vaccarizzo bei Montalto Uffugo in Kalabrien. Der eingebürgerte Deutsche beginnt in Italien 1994 als Amateur bei US Ragusa Fußball zu spielen. Im Jahr 1996 wechselt er zu AC Savoia 1908 in dritthöchste italienische Fußballliga. Mit der Mannschaft von AC Savoia 1908 schaffte er den erstmaligen Aufstieg dieses Vereins in die Serie B, die zweithöchste Liga. Von 2000 bis 2005 spielt er bei FC Crotone. Mit FC Crotone steigt er schon zum Ende der Saison 2000/2001 wieder ab um zum Ende der Saison 2003/2004 den Wiederaufstieg in die Serie B zu schaffen. Anschließend spielte er von 2005 bis 2008 bei AC Rimini 1912 in der Serie B. Von 2008 bis 2009 spielte er bei US Grosseto auch in der Serie B. In der Saison 2009 bis 2010 spielt er bei Cosenza Calcio 1914 in die dritthöchste Fußballliga Lega Pro Prima Divisione. 2010 erfolgte ein Wechsel zu Bassano Virtus auch in die dritthöchste Fußballliga Lega Pro Prima Divisione. Bei Bassano Virtus war er bis Ende der Saison 2011/2012 in der Mannschaft. 2012 war er beim Amateurclub San Nicolò Teramo. Dann folgten 2013 der Amateurclub Ribelle und 2013 bis 2014 Borghi. Zuletzt war er 2014 bis 2015 bei FC Domagnano in San Marino. Danach hörte er auf zu spielen.